# Christiansø (eiland)
Christiansø is een Deens eiland en een onderdeel van de Ertholmene. De naam Christiansø wordt soms ook als pars pro toto gebruikt voor alle Ertholmene.

## Bestuurlijke indeling

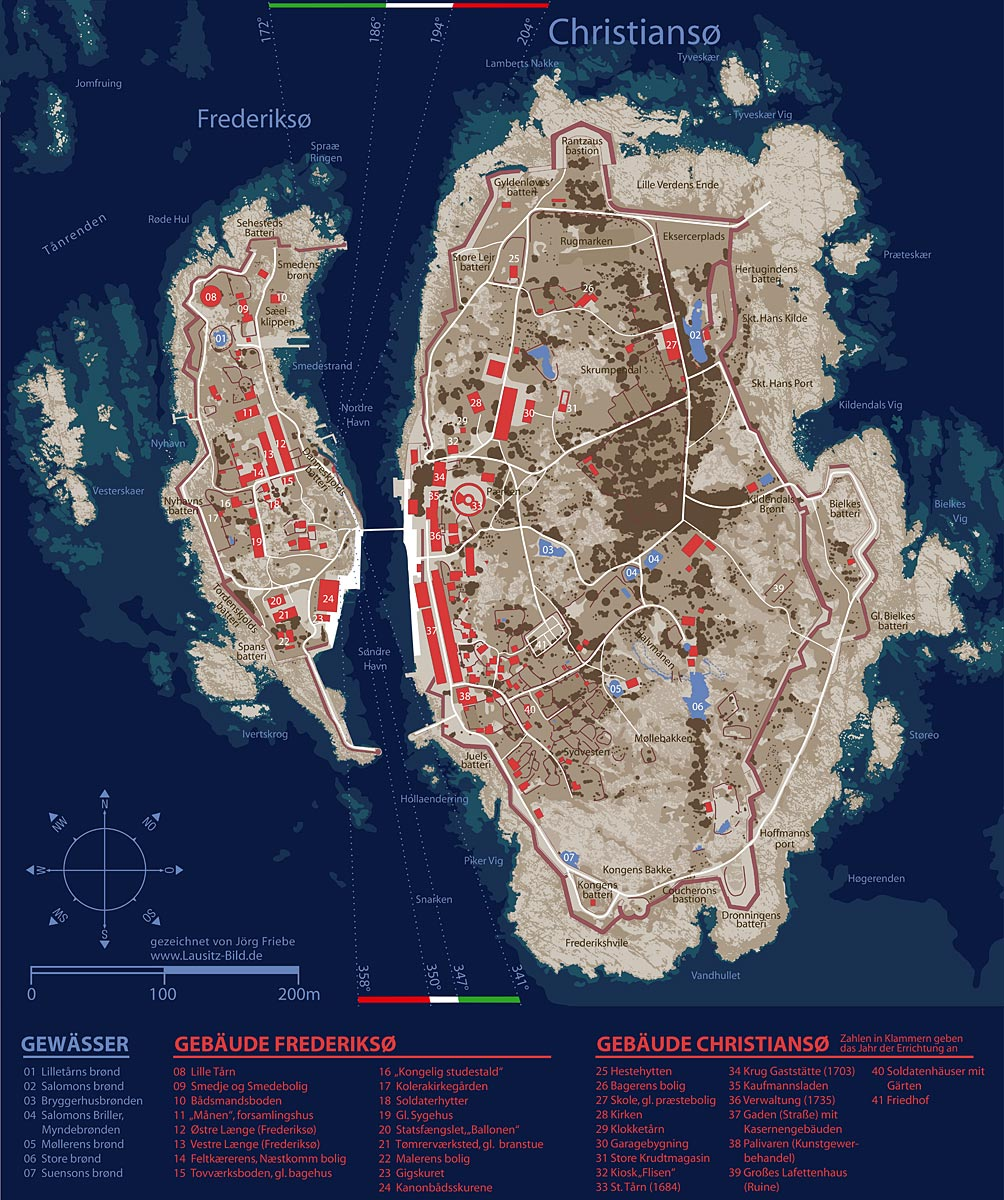
Een kaart van Frederiksø (links) en Christiansø (rechts).

Christiansø wordt als onderdeel van de Ertholmene bestuurd door het Deense Ministerie van Defensie, dat tevens alle woningen op het eiland bezit en verhuurt. Het eiland is 0,25 km² groot en 22 meter hoog. Daarmee is het het grootste eiland van de Ertholmene. Het eiland bestaat voornamelijk uit rotsen en er wonen 96 mensen (2008). Christiansø is het meest oostelijke eiland van Denemarken dat bewoond wordt. Het eiland is verbonden met Frederiksø door een loopbrug.
Voor de eilandbewoners is het ziekenhuis Bornholms Hospital op Bornholm als dichtstbijzijnde beschikbaar. Voor acute situaties wordt een helikopter ingezet.

## Geschiedenis
Het eiland is vernoemd naar de Deense koning Christian IV. Deze liet het eiland in 1684 door de Nederlands-Noors-Deense ingenieur Anton Coucheron ombouwen tot de eerste zeevesting van Noord-Europa. Hij deed dit omdat de Zweedse koning een haven voor de oorlogsvloot in Karlskrona liet bouwen. Er kwamen militaire gebouwen, militaire eenheden en een vuurtoren. In de 18e en 19e eeuw werd het eiland gebruikt als staatsgevangenis. Onder andere dr Jacob Jacobsen Dampe zat hier gevangen, omdat hij kritiek had op de absolutistische macht van de Deense koning. In 1808 werd het eiland beschoten door de Engelsen, omdat Denemarken toen in oorlog was met Engeland. Sinds het begin van de 20e eeuw is het eiland een ontmoetingsplaats voor kunstenaars; zij komen vooral op het eiland vanwege het bijzondere licht. In 1976 is er een onderzoeksstation geopend dat trekvogels op het eiland telt.

## Toerisme
Vanuit Bornholm zijn drie veerverbindingen naar het eiland Christiansø. Het betreft hier alleen persoonsvervoer omdat gemotoriseerde voertuigen er verboden zijn.